# Mellantjärnen (Nyeds socken, Värmland)
Mellantjärnen är en sjö i Karlstads kommun i Värmland och ingår i Göta älvs huvudavrinningsområde.